# Набіль Аль-Авади
Набі́ль Алі́ Муха́ммад аль-А́ваді (араб. نَبِيل عَلِي مُحَمَّد الْعَوَضِي  нар. 7 лютого 1970, Кувейт) — кувейтський улем, письменник, телеведучий, журналіст, гуманітарний діяч, оратор та відеоблогер.

## Коротка біографія
Він отримав ступінь бакалавра в галузі освіти в Кувейтському університеті. Він вирушив до Великобританії, щоб продовжити навчання в аспірантурі, і отримав ступінь магістра в галузі освіти . 11 квітня 2025 року Уряд Кувейту позбавив його громадянства.

## ТБта соціальні медіа
Виступив із сотнями серій або лекцій на других телеканалах, таких як Iqraa TV, Arrai TV. 
Деякі документальні серіали:
- «Історії пророків» (араб. قصص الأنبياء عليهم السلام)
- «Разом із улюбленим пророком» (рос. «Вместе с любимым пророком»; араб. «السيرة النبوية» або الآن مع الحبيب)[3].